# 洗足池站

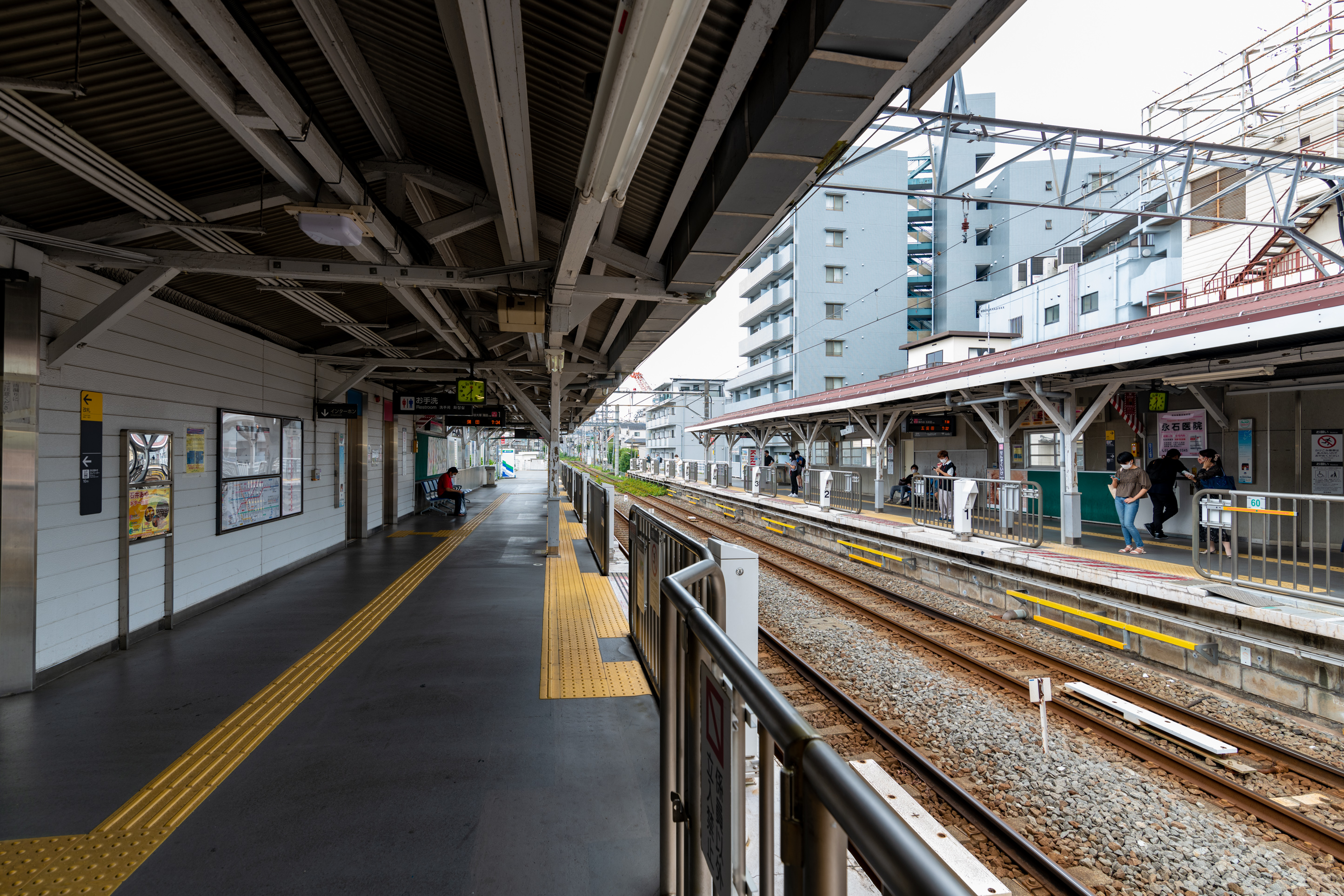
車站月台（2021年8月）

洗足池站（日语：／ Senzokuike eki */?）是一個位於東京都大田區東雪谷一丁目，屬於東急電鐵池上線的鐵路車站。車站編號是IK07。

## 年表
- 1927年（昭和2年）8月28日- 池上電氣鐵道洗足池站啟用[2]。
- 1934年（昭和9年） - 車站改建[2]。

## 車站構造
本站為側式月台2面2線高架車站。
2005年度進行車站改建工程，兩月台設置電梯，雪谷大塚、蒲田方向月台增設多功能廁所。
| 月台 | 路線   | 方向 | 目的地             |
| ---- | ------ | ---- | ------------------ |
| 1    | 池上線 | 下行 | 雪谷大塚、蒲田方向 |
| 2    | 池上線 | 上行 | 旗之台、五反田方向 |

（來源：東急電鐵:車站構內圖 （页面存档备份，存于））

## 使用情況
2016年平均每天上下車人次有18,594人。
近年1日平均上下車人次、上車人次如下表。
| 年度               | 1日平均 上下車人次 | 1日平均 上車人次 | 來源     |
| ------------------ | ------------------ | ---------------- | -------- |
| 1990年（平成02年） |                    | 7,638            | [ * 1 ]  |
| 1991年（平成03年） |                    | 7,921            | [ * 2 ]  |
| 1992年（平成04年） |                    | 7,997            | [ * 3 ]  |
| 1993年（平成05年） |                    | 7,997            | [ * 4 ]  |
| 1994年（平成06年） |                    | 7,866            | [ * 5 ]  |
| 1995年（平成07年） |                    | 8,063            | [ * 6 ]  |
| 1996年（平成08年） |                    | 8,236            | [ * 7 ]  |
| 1997年（平成09年） |                    | 8,247            | [ * 8 ]  |
| 1998年（平成10年） |                    | 8,118            | [ * 9 ]  |
| 1999年（平成11年） |                    | 8,063            | [ * 10 ] |
| 2000年（平成12年） |                    | 8,170            | [ * 11 ] |
| 2001年（平成13年） |                    | 8,212            | [ * 12 ] |
| 2002年（平成14年） |                    | 7,948            | [ * 13 ] |
| 2003年（平成15年） | 16,152             | 7,918            | [ * 14 ] |
| 2004年（平成16年） | 15,594             | 7,910            | [ * 15 ] |
| 2005年（平成17年） | 16,005             | 8,105            | [ * 16 ] |
| 2006年（平成18年） | 16,505             | 8,373            | [ * 17 ] |
| 2007年（平成19年） | 16,952             | 8,549            | [ * 18 ] |
| 2008年（平成20年） | 17,062             | 8,603            | [ * 19 ] |
| 2009年（平成21年） | 16,900             | 8,510            | [ * 20 ] |
| 2010年（平成22年） | 16,919             |                  |          |
| 2011年（平成23年） | 17,044             |                  |          |
| 2012年（平成24年） | 17,710             |                  |          |
| 2013年（平成25年） | 18,090             |                  |          |
| 2014年（平成26年） | 17,965             |                  |          |
| 2015年（平成27年） | 18,418             |                  |          |
| 2016年（平成28年） | 18,594             |                  |          |

## 車站周邊
站房前方是中原街道，道路對側是洗足池。
車站南側有條利用洗足池湧水的小溪（洗足流れ），兩岸種滿櫻花樹，因此花季有許多民眾來此賞花。但由於地處住宅區，無法舉行宴會。
- 東京都保健醫療公社（日语：東京都保健医療公社）荏原醫院（日语：東京都保健医療公社荏原病院）
- 東京都立北療育醫療中心城南分園
- 大田區立洗足池圖書館
- 大田區立洗足區民中心
- 大田洗足郵便局
- FAMILY ROAD洗足池（洗足池商店街）

### 巴士路線
- 東急巴士「洗足池」巴士站
  - <森05>  經荏原醫院前、池上站、大森站往大森操車所

## 站名由來
站名取自車站北側的洗足池。

## 相鄰車站
東急電鐵
 池上線
長原（IK06）－洗足池（IK07）－石川台（IK08）

## 延伸閱讀
- 宮田道一. . JTBパブリッシング. 2008-09-01. ISBN 9784533071669.

## 外部連結
- 洗足池（各站資訊） - 東急電鐵